# Commiphora
Genre
Classification APG II (2003)

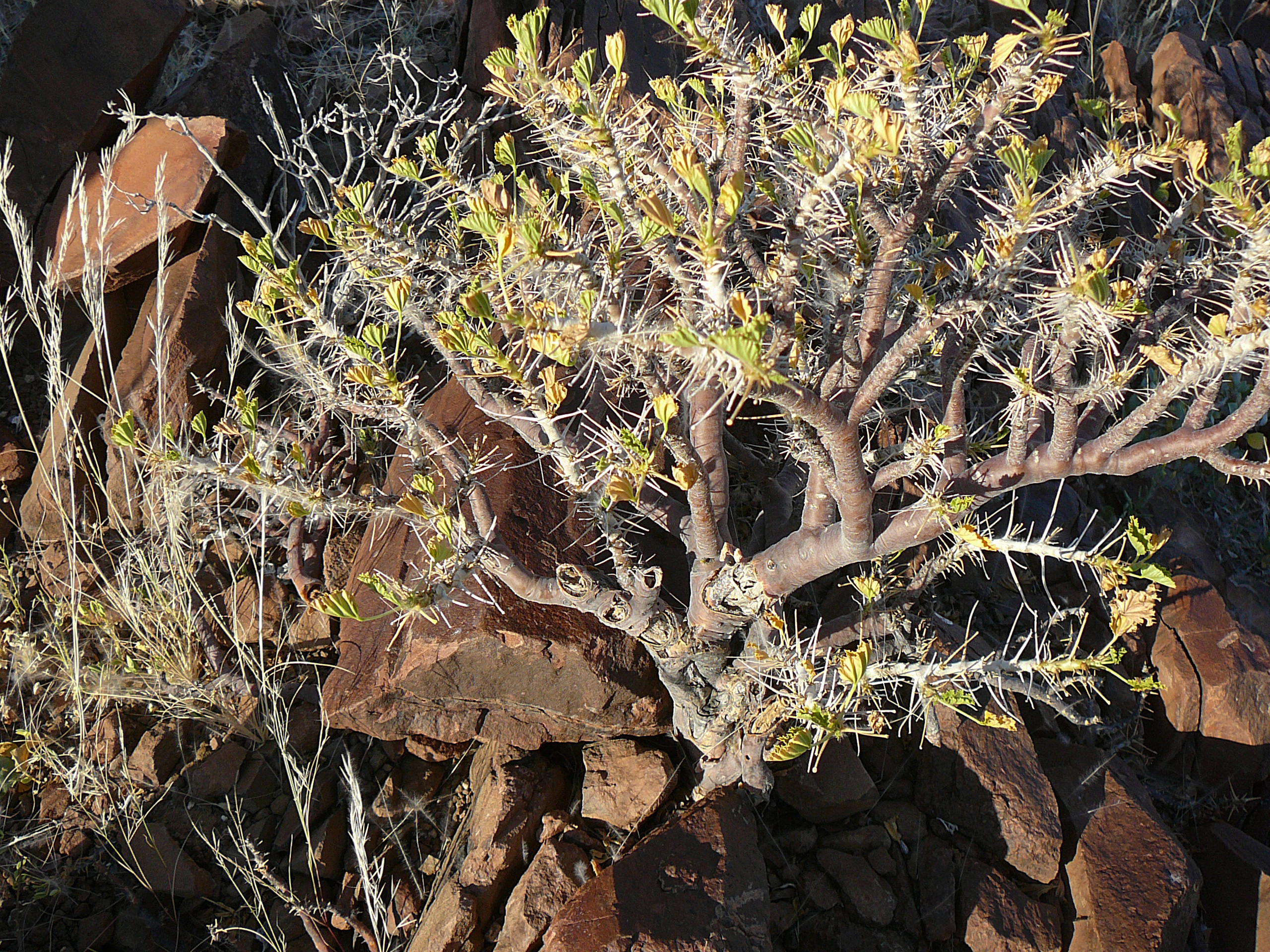
Commiphora saxicola - Muséum de Toulouse

Commiphora est un genre botanique de la famille des Burseraceae. Il est composé d'environ 185 espèces d'arbres ou arbustes souvent épineux, originaires des bords de la mer Rouge, de l'Inde, de Madagascar et du Sénégal.

## Nomenclature et étymologie
Le nouveau genre Commiphora a été introduit en 1797 par le botaniste néerlandais Nikolaus Joseph von Jacquin dans Plantarum Rariorum Horti Caesarei Schoenbrunnensis 2: 66.
Le nom de genre Commiphora vient du grec ancien κόμμι – kommi, « gomme » et φορός – phoros, « qui porte », φέρω – pherô, « porter ». L’étymon κόμμι - kommi est un mot d’origine égyptienne, qui a donné le latin gummi et le français gomme, et désignait les gommes d’acacias, en particulier Senagalia senegal (L) Britton. Jacquin en introduisant « commiphora » n’a fait que traduire le nom de « gommier » du français des Mascareignes.
Synonymes : Balsamea, Balsamodendron L.

## Liste d'espèces
- Commiphora acuminata
- Commiphora africana - Myrrhe africaine. Barkanti ou Dracé en bambara chez les Maliens
- Commiphora agar
- Commiphora airica
- Commiphora alata
- Commiphora alaticaulis
- Commiphora albiflora
- Commiphora allophyla
- Commiphora anacardiifolia
- Commiphora ancistrophora
- Commiphora anfractuosa
- Commiphora anglosomaliae
- Commiphora angolensis
- Commiphora angustifoliolata
- Commiphora ankaranensis
- Commiphora antunesii
- Commiphora aprevalii
- Commiphora arafy
- Commiphora arenaria
- Commiphora kataf[4] ou Commiphora erythraea - Opopanax ou Myrrhe douce
- Commiphora foliacea Sprague
- Commiphora glandulosa
- Commiphora habessinica (Berg) Engler
- Commiphora myrrha - L'arbre à myrrhe ou balsamier
- Commiphora gileadensis (L.) C.Chr. (=Commiphora opobalsamum (L.) Engler)
- Commiphora rostrata Engl.
- Commiphora sessiliflora Vollesen, syn. Commiphora guidotti produit la myrrhe ou habak hadi en Somalie.

- Commiphora wightii - Gugulon (nom vernaculaire indien) (=Commiphora mukkul)

## Sheba
Pour les articles homonymes, voir Sheba (homonymie).
Dénommé « Sheba », un arbre né en 2010 d'une graine âgée d'environ 1 100 ans, appartient au genre Commiphora. Son espèce n'est pas encore déterminée en 2024.
Lors d'une campagne de fouilles archéologiques effectuées en 1986-1987 autour de Wadi el-Makkuk, dans le désert de Judée, dans la vallée du rift du Jourdain, une douzaine de graines sont découvertes dans une grotte aux côtés de trente-cinq squelettes et de restes de céramique de l’époque romaine. 
L'une d'elles, de l'espèce Commiphora et dont la datation au carbone 14 la situe entre 993 et 1202, est nommée Sheba par les chercheurs, en référence à la reine de Saba, et étudiée.
Plantée en 2010, la graine germe en cinq semaines. En 2024, l'arbre qui en est issu mesure trois mètres de haut, ce qui permet alors d'en décrire les caractéristiques à part entière. 
Le séquençage ADN et l'analyse phylogénétique de cette plante ont été menés par une équipe de chercheurs israéliens, français, de l'Université de Strasbourg et du CNRS, et américains, qui publie les résultats de l'étude en septembre 2024 dans la revue Communications Biology.
La plante appartiendrait au genre Commiphora Jacq, elle est proche des trois espèces sud africaines de Commiphora mais unique en son genre. 
Plusieurs hypothèses sont émises dans la carpologie.
La plante pourrait être identifiée à l'arbre producteur du baume de Galaad. Disparu au IXe siècle, ce baume était connu dans la Judée antique et cité par les auteurs grecs et latins. Il est réputé avoir été offert au roi Salomon par la reine de Saba, d'où le nom de Sheba attribué par des chercheurs à cette graine. 
Une autre espèce, Commiphora gileadensis, pourrait être à l'origine du Baume de Galaad, apprécié comme fragrance dans l'Antiquité. 
L’hypothèse "Sheba" comme parfum est réfutée en 2024 par l’équipe de Sarah Sallon, du Natural Medicine Research Center de Jérusalem. L'analyse des feuilles et de la résine de l’arbre montre qu'elles sont en effet dépourvues de propriétés aromatiques mais possèdent en revanche des propriétés médicinales de type anti-inflammatoire, anti-bactérienne et anti-tumorale. 
Cette particularité oriente la recherche vers la piste d’un baume médicinal plutôt que d'un parfum et permettrait l'identification de l'arbre à l’origine du tsori, un baume ancien cité dans la Bible (Genèse, Jérémie, Ezéchiel). Celui-ci est identifié par certains historiens comme étant le baume de Galaad, mais les auteurs de l’étude de 2024 considèrent qu'il existe deux produits distincts. Sheba « pourrait représenter une espèce éteinte originaire de la région, dont la résine tsori était précieuse, associée à la médecine mais pas décrite comme odorante. ».